# Steeple Point
Der Steeple Point (englisch für Turmspitze) ist eine niedrige und vereiste Landspitze an der Rymill-Küste des Palmerlands auf der Antarktischen Halbinsel. Sie ragt 3 km westlich des Sandau-Nunataks der Steeple Peaks in das George-VI-Schelfeis des George-VI-Sund hinein.
Das UK Antarctic Place-Names Committee benannte sie 1976 in Anlehnung an die deskriptive Benennung der benachbarten Steeple Peaks.